# Neomaso damocles
Neomaso damocles là một loài nhện trong họ Linyphiidae.
Loài này thuộc chi Neomaso. Neomaso damocles được František Miller miêu tả năm 2007.